# Alexander Porter
Alexander Porter, född 24 juni 1785 i grevskapet Donegal på Irland, död 13 januari 1844 i Attakapas, Louisiana, var en irländsk-amerikansk politiker och jurist. Han representerade delstaten Louisiana i USA:s senat 1833-1837.
Porter invandrade 1801 till USA. Han studerade juridik och inledde 1807 sin karriär som advokat i Orleansterritoriet. Han var delegat till Louisianas konstitutionskonvent år 1812 och domare i delstatens högsta domstol 1821-1833.
Senator Josiah S. Johnson avled 1833 i ämbetet och efterträddes av Porter. Han gick med i det nya whigpartiet och avgick sedan 1837 på grund av hälsoskäl.
Porter var verksam som advokat och som plantageägare efter sin tid i senaten. Han blev på nytt invald i senaten sex år efter att han hade avgått men tackade nej på grund av hälsoskäl och avled sedan 1844.